# Церковь Николая Чудотворца (Лутовская)
Церковь Николая Чудотворца — утраченная деревянная кладбищенская церковь в городе Орле, построенная на месте часовни.

## История
В 1783 году в юго-западной части за городской чертой на арендованной земле, старообрядцами было открыто кладбище. Это место называлось «Лутов Хутор» — по имени владельца земли старика Лутова. И кладбище стали называть «Лутовым». Впоследствии бо́льшая часть хутора была выкуплена государством для развития садоводства в Орловской губернии, где был создан «Орловский казённый древесный питомник», а другую часть — землю под кладбищем и около него выкупили староверы-беглопоповцы. В 1835 году умеренные орловские беглопоповцы изъявили желание присоединиться к Православной церкви на правах единоверия. В марте 1841 года единоверцам была передана в их ведение Николо-Лутовская кладбищенская деревянная часовня. Часовню с согласия Епархиального архиерея обратили в единоверческую церковь, которая 23 марта 1842 года была освящена во имя Николая Чудотворца. При храме сформировался единоверческий приход, прикреплённый к общине Успенской Ново-Благословенной единоверческой церкви. В 1884 году на месте Лутовской часовни церковным старостой купцом А. И. Чубыкиным была построена новая деревянная церковь во имя того же святого Николая Чудотворца. После революции в 1929 году церковь закрыли и здание передали под клуб военных лагерей. По назначению церковь не использовалась и постепенно разрушилась. Лутовское кладбище занимало площадь примерно в 2,5 га. Постройки и церковь располагались ближе к реке. После войны кладбище было ликвидировано, а его территорию передали Орловской плодово-ягодной станции им. И. В. Мичурина.

## Новое время

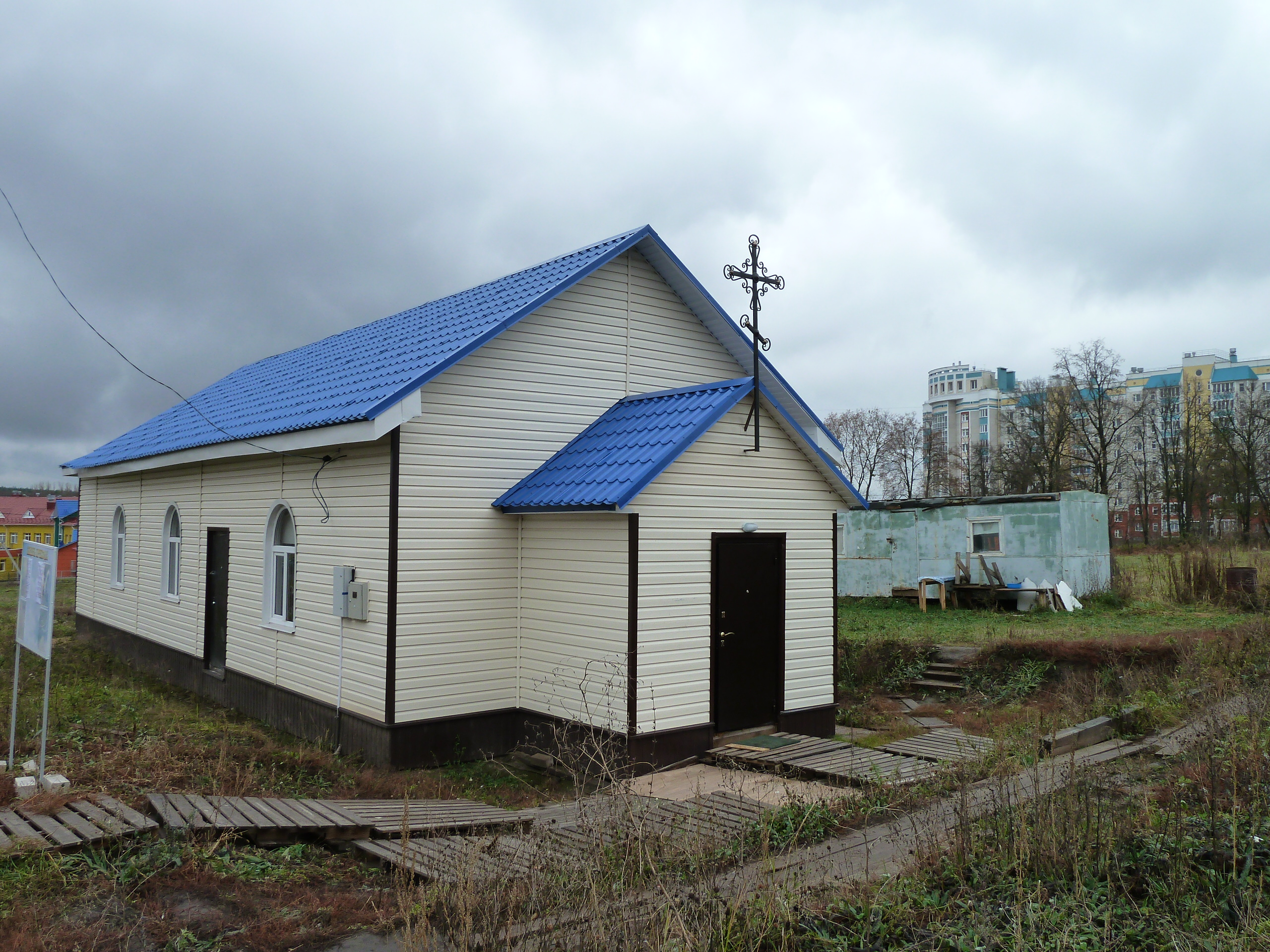
Новая церковь Святителя Николая архиепископа Мир Ликийских на месте утраченной Николо-Лутовской

История Николо-Лутовского храма в 2008 году получила своё продолжение. В новом спальном микрорайоне «Новая Ботаника» началось строительство очередного многоэтажного жилого дома. При рытье котлована строителями были обнаружены остатки гробов, мраморные надгробия и хорошо сохранившиеся человеческие скелеты. Это было то самое Лутово кладбище. Находкой заинтересовалась пресса и сообщили об этом факте в Московскую митрополию Русской Православной Старообрядческой Церкви. Строительство было приостановлено и впоследствии данную территорию передали в ведение муниципалитета. Инициативная группа общественности обратилась к архиепископу Орловскому и Ливенскому с просьбой благословить создание общины храма  Святителя Николая Архиепископа Мир Ликийских, Чудотворца в Орле. 26 июня 2014 года община была зарегистрирована Управлением юстиции по Орловской области. С инициативой строительства нового храма выступило Орловское отделение Императорского Православного Палестинского Общества. 6 сентября 2015 года митрополит Орловский и Болховский Антоний совершил обряд освящения камня и поклонного креста в основание строительства храма во имя святителя Николая Чудотворца. В конце 2016 года в новой деревянной церкви святителя Николая Мирликийского была отслужена первая Божественная литургия. Предполагалось строительство каменного храма.